# Новоґруд (Куявсько-Поморське воєводство)
Новоґруд (пол. Nowogród) — село в Польщі, у гміні Ґолюб-Добжинь Ґолюбсько-Добжинського повіту Куявсько-Поморського воєводства.
Населення — 433 особи (2011).
У 1975-1998 роках село належало до Торунського воєводства.

## Демографія
Демографічна структура станом на 31 березня 2011 року:
|          | Загалом | Допрацездатний вік | Працездатний вік | Постпрацездатний вік |
| -------- | ------- | ------------------ | ---------------- | -------------------- |
| Чоловіки | 213     | 42                 | 142              | 29                   |
| Жінки    | 220     | 43                 | 119              | 58                   |
| Разом    | 433     | 85                 | 261              | 87                   |